# Космос-220
Космос-220 («Циклон») — второй советский навигационный спутник системы «Циклон». Был запущен 7 мая 1968 года с космодрома «Плесецк», стартовый комплекс № 132, ракетой-носителем «Космос 11К63». Спутник предназначался для обеспечения навигационными данными и связью ВМФ СССР.

## Первоначальные орбитальные данные спутника
- Перигей — 670 км
- Апогей — 760 км
- Период обращения вокруг Земли — 99,2 минуты
- Угол наклона плоскости орбиты к плоскости экватора Земли — 74°

## Аппаратура, установленная на спутнике
Циклон (навигационная система)